# César Baldaccini

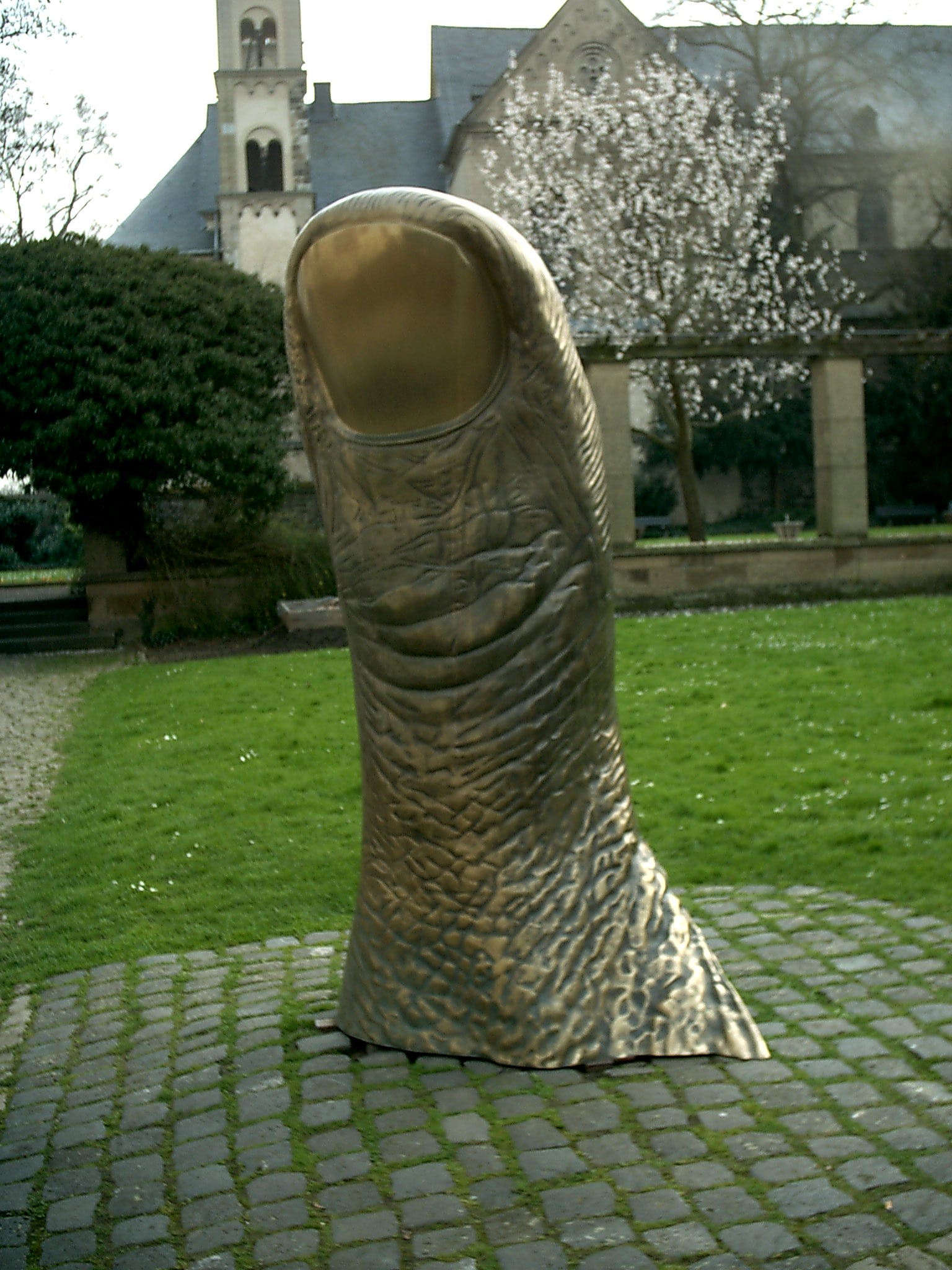
Palec

César Baldaccini zvaný César (1. ledna 1921 Marseille – 6. prosince 1998 Paříž) byl francouzský sochař, člen skupiny Nouveaux réalistes (Noví realisté), tvůrce francouzského filmového ocenění César, které od roku 1976 uděluje Filmová umělecká akademie (L’Académie des Arts et Techniques du Cinéma).

## Život
Jeho rodiče, Omer a Leila Baldaccini, Italové z Toskánska, provozovali bar v centru Marseille, kde se César také narodil v roce 1921. „Jsem v podstatě absolutní autodidakt“, říkal o sobě později. Nejdříve pracoval u svého otce a v roce 1935 začal navštěvovat kurzy v École des Beaux-Arts, Marseilles (1935–9), kde byl jeho spolužákem Raymond Normand. Od roku 1943 studoval v l'École nationale supérieure des beaux-arts de Paris v ateliéru Marcela Gimonda, spolu s Michelem Guino, Albertem Feraud, Danielem Davidem a Philippem Hiquily. Svůj ateliér měl v bývalém nevěstinci rue de l'Échaudé, jehož pokoje byly přiděleny studentům po uzavření pařížských nevěstinců roku 1946.
V roce 1954 vystavoval v galerii Lucien Durand a vyhrál cenu "collabo" za sochu s názvem Ryba vyrobenou v Villetaneuse, kde působil dvanáct let díky podpoře místního továrníka, Leona Jacquese. V roce 1956 se zúčastnil bienále v Benátkách, poté bienále v São Paulo a v roce 1959 Documenta II. V roce 1961 se spřátelil s Marino di Teana a připojil se ke skupině Nouveaux réalistes, kterou založil umělecký kritik Pierre Restany a jejímiž členy byli Mimmo Rotella, Niki de Saint Phalle a Gérard Deschamps, Arman, Klein, Raysse nebo Tinguely.
César roku 1978 obdržel titul Chevalier a roku 1993 Officier, Řádu čestné legie.
César byl otevřený Jižan, který si pěstoval pověst věčného řemeslníka, svářeče a především skvělého tvůrce. Poslední léta jeho života byla velmi šťastná. César často vystavoval: rozsáhlá retrospektiva jeho díla se uskutečnila v muzeu Jeu de Paume v Paříži v roce 1997 další retrospektivy v Malmö, Miláně, Sao Paulo a Mexico City. Caesar ukončil svou kariéru řadou portrétů a autoportrétů. Posledních deset let svého života sdílel se Stéphanií Busuttil.
Správcem pozůstalosti je Alain-Dominique Perrin.

## Dílo

### Svařované plastiky

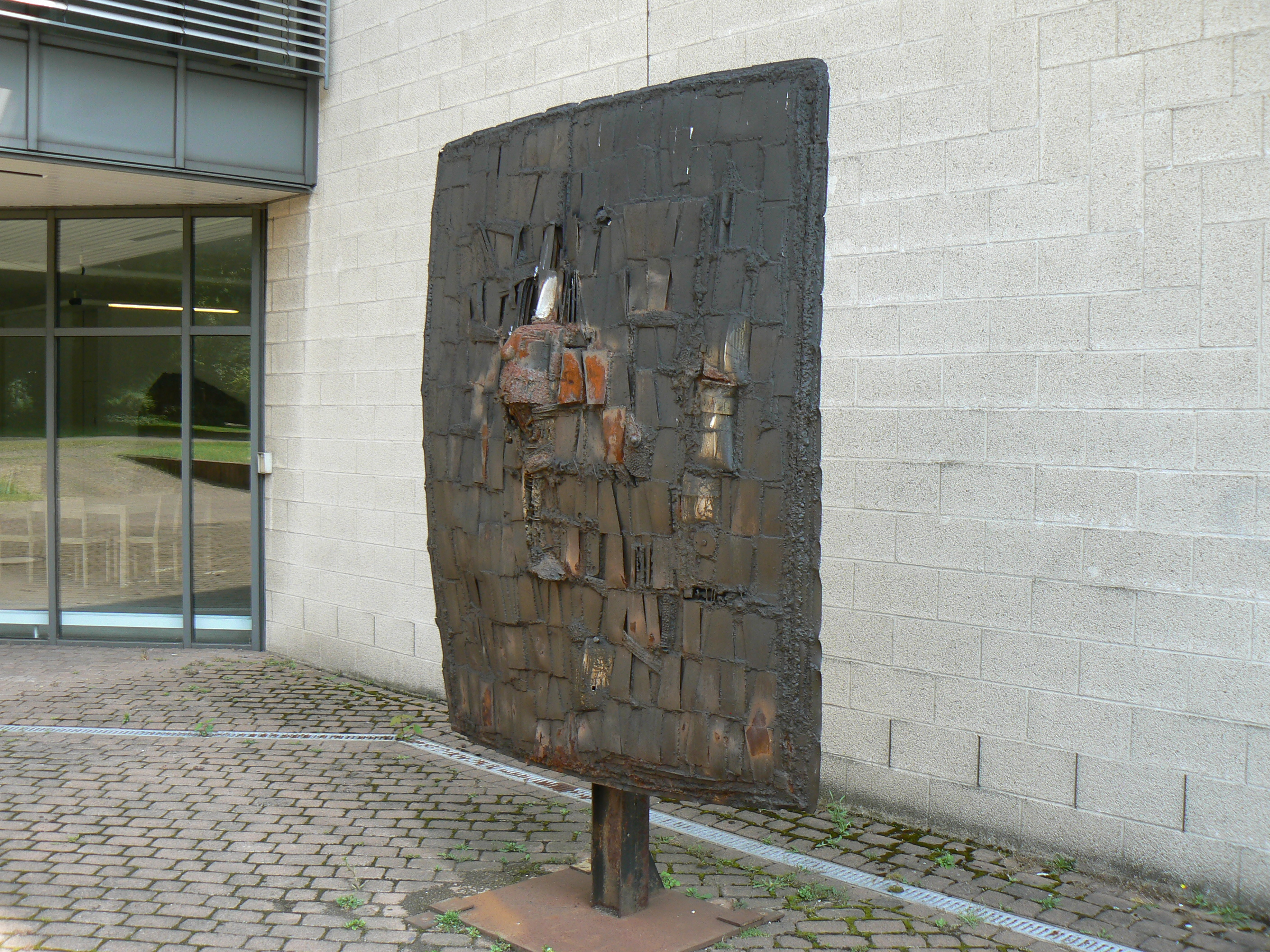
L'Homme de Figanieres (1964), Duisburg

Od roku 1947 pracoval se sádrou a železem. V roce 1952 začal s letováním a se svařováním elektrickým obloukem v Trans-en-Provence a vytvořil své první sochy z levných materiálů. Důvodem byl nedostatek peněz. César chodil na skládky železného šrotu a z trubek, šroubů a jiného kovového odpadu svařoval sochy hmyzu, zvířat nebo akty jako Venuše z Villetaneuse (Vénus de Villetaneuse). V roce 1960 byl César považován za jednoho z nejvýznamnějších francouzských sochařů. Do roku 1966 vytvořil více než 300 svařovaných objektů.
V roce 1983 César realizoval hold Eiffelovi a Flying Frenchman pro město Hong Kong a začal vyrábět své Le Centaure – hold Pablu Picassovi, sochu 4,70 m vysokou, dokončenou v roce 1985. Socha se nachází na křižovatce Croix-Rouge v Paříži. Je také tvůrcem bronzové trofeje César, udělované francouzským filmovým profesionálům, kterou vytvořil v roce 1976.

### Lisované objekty
Roku 1960, při hledání materiálu na skládce kovového odpadu, viděl poprvé v akci hydraulický lis. Od té doby se začal zabývat technikou "řízené komprese", a ohromil své přátele, když na pařížské výstavě představil tři slisovaná auta. Když mu vikomtesa Noailles darovala jeho první auto, zbrusu nový sovětský ZIL, jediný v Paříži, César jí ho vrátil stlačený a plochý jako omeleta a zmenšený o 90 % objemu. Tento akt přivlastnění měl vyjádřit jeho opovržení konzumní společností. César lisoval části několika aut aby aby dosáhl žádané kombinace barev a struktury povrchu.
V roce 1986 představil Nadaci Cartier monumentální kompresi aut Peugeot 205 Turbo 16 havarovaných v motorových rally les Champions. Jednalo se o vozy Jeana Todta komprimované jako kukuřičné koláče. Na bienále v Benátkách představil horu kompresí, monumentální dílo vážící 520 tun. V roce 1998 představil svou Milánskou Suitu, sérii realizovanou z nových vozů Fiat, která po stlačení prošla nátěrovou dílnou závodu Fiatu v Turíně a vyšla z ní v barvě roku. Lisoval všechny druhy materiálů: tkaninu, papír, a dokonce i zlaté šperky, které mu mondénní ženy přinesly, a které jim vrátil jako lisovanou kostku ve formě přívěsku.

### Otisky částí lidského těla
Roku 1965 byl César přizván k účasti na skupinové výstavě s tématem "Ruka, od Rodina k Picassovi", začal experimentovat s plasty a nejprve tvořil otisky částí lidských těl a jejich zvětšeniny. V té době představil slavný model vlastního palce zvětšený na 1,85 m. Znovu pak tuto plastiku vytvořil jako šestimetrový bronz roku 1988 na olympijských hrách v Soulu.
Roku 1967 vytvořil šest obřích plastik Prsa (82x193x266 cm) (Musée d’Art v Toulonu, Nadace Gianadd v Martigny) a roku 1970 monumentální Pěst z leštěné nerezové ocele o váze 7 tun (Lycée militaire de Saint-Cyr)

### Pěnový polyuretan
Od roku 1966 pracoval s pěnovým polyuretanem, který poprvé vystavil roku 1967 na Jarním salonu.
(La grande expansion orange). V letech 1967–1970, pod vlivem Kleina a Armana, uspořádal sérii happeningů za přítomnosti obecenstva. Výtvarník při nich využil tekutost a vrstvení roztavené hmoty i pevnost a tvrdost ztuhlé pěny, objem, barevnost, nebo možnost hmotu brousit a lakovat. Začal také vytvářet sochy z taveného křišťálového skla. V roce 1970 se mu dostalo mezinárodního uznání jako jednomu z předních francouzských umělců a zúčastnil se řady výstav.

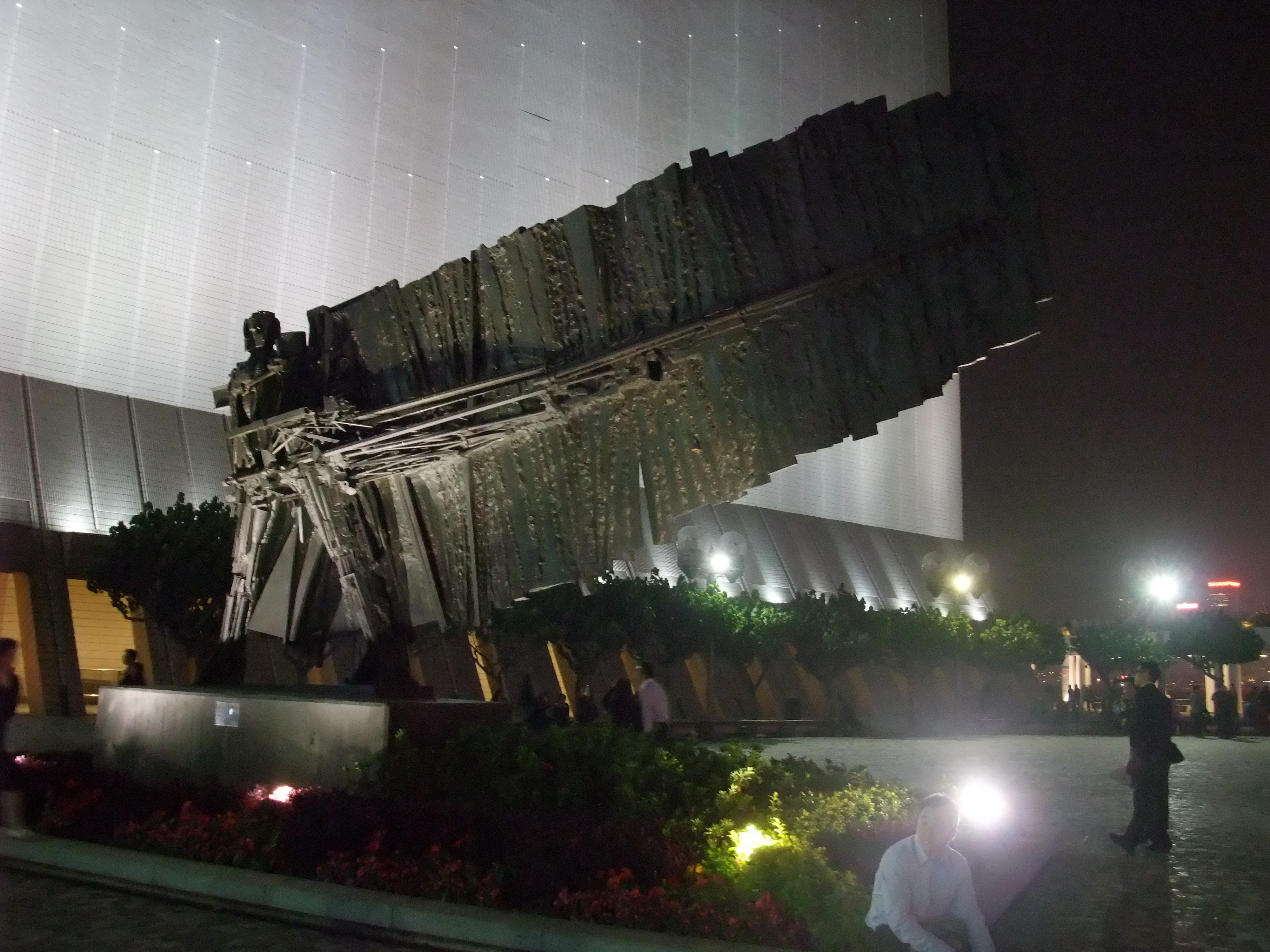
The Flying Frenchman, César Baldaccini

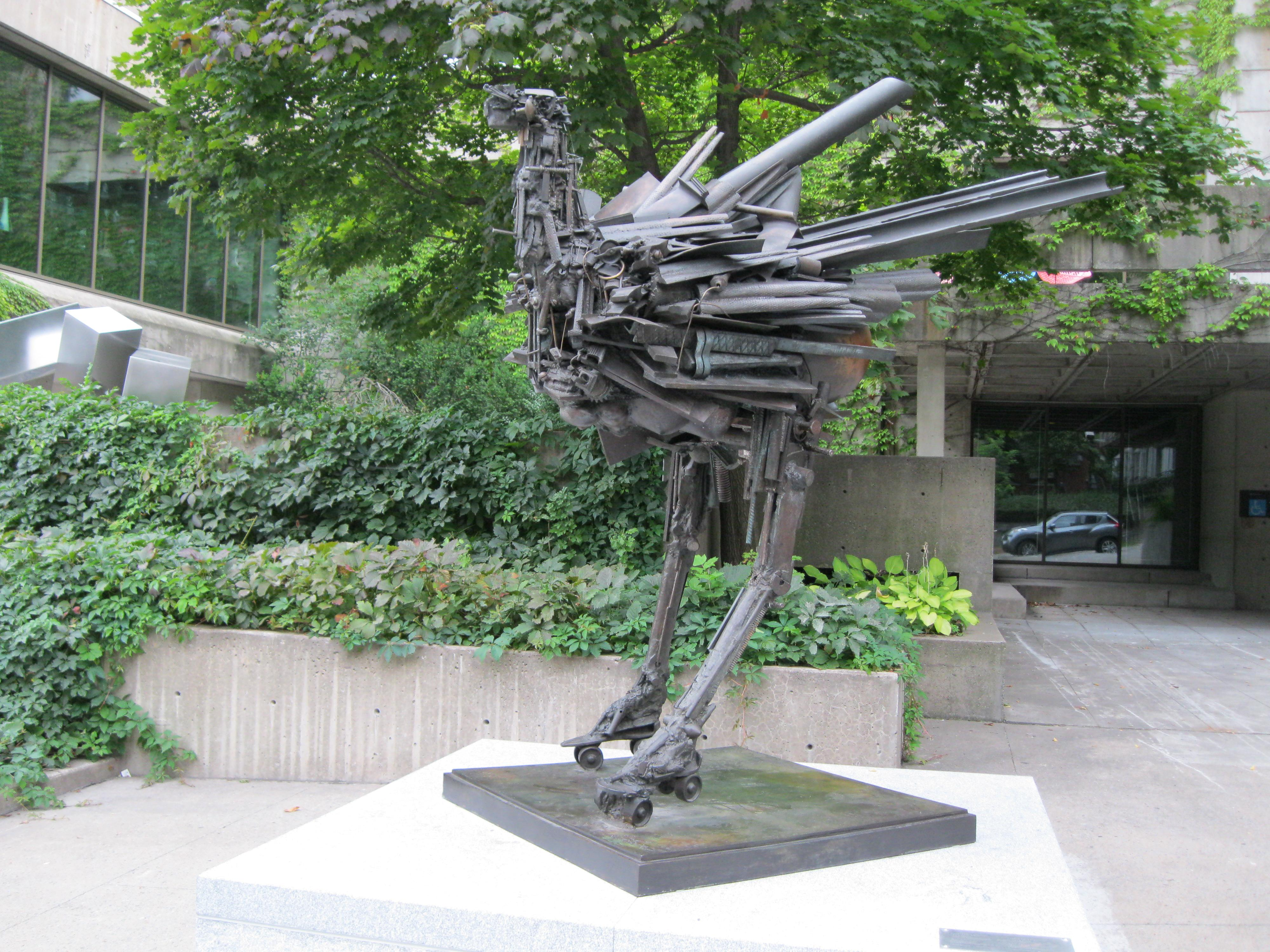

### Zastoupení ve sbírkách (výběr)
- Centre Georges-Pompidou
- Tate Britain
- Museum of Modern Art, New York
- Musée d'art moderne de la Ville de Paris